# Marc Nadon
Marc Nadon, né le 7 septembre 1949, est un avocat canadien (québécois) et un juge surnuméraire de la Cour fédérale du Canada. Il a été nommé par Stephen Harper à la Cour suprême du Canada le 3 octobre 2013, mais sa nomination a été déclaré invalide par la Cour suprême du Canada le 21 mars 2014. Il est donc toujours présentement juge surnuméraire de la Cour fédérale.

## Éducation et carrière professionnelle
Marc Nadon est né à Saint-Jérôme le 7 septembre 1949. Il étudie au Collège Lionel-Groulx, où il termine son D.E.C. en 1970. En 1973, il obtient son baccalauréat en droit de l'Université de Sherbrooke. 
Il est admis au Barreau du Québec en 1974 et devient avocat au cabinet Martineau Walker, dont il devient un associé en 1981. De 1988 à 1990, il exerce pour ce cabinet à Londres. Compétent dans les domaines de l’assurance et du droit commercial, il est surtout spécialisé dans le droit maritime et le droit des transports et a enseigné ces matières à la faculté de droit à l’Université de Sherbrooke de 1987 à 1992. Cette spécialité l'a souvent amené à intervenir devant la Cour d’appel fédérale et la Cour supérieure du Québec, et occasionnellement devant la Cour suprême du Canada. Il a également une expérience dans le domaine de l’arbitrage, et a siégé à quelques reprises comme arbitre de différends en droit maritime.
Il est nommé juge à la Cour fédérale du Canada le 10 juin 1993. Le 14 avril 1994, il est désigné juge de la Cour d’appel de la cour martiale du Canada. Il est nommé membre du Tribunal de la concurrence le 16 décembre 1998, pour un mandat de sept ans. Le 14 décembre 2001, il est nommé juge de la Cour d’appel fédérale du Canada, et membre de droit de la Section de première instance de cette cour. Il est devenu juge surnuméraire le 25 juillet 2011.

## Tentative de nomination à la Cour suprême
Le 3 octobre 2013, le premier ministre Stephen Harper annonce sa nomination à la Cour suprême du Canada.
Cette nomination est immédiatement critiquée par de nombreux intervenants juridiques. Elle entérinait d'abord un déséquilibre hommes/femmes au sein du plus haut tribunal du pays. Certains font aussi remarquer que Nadon a systématiquement tranché en faveur du point de vue de l'État plutôt que pour la défense des libertés individuelles garanties par la Charte. En 1999, il retarde durant des mois une audition de la Commission des plaintes du public contre la GRC sur le comportement des policiers qui avaient aspergé de poivre les manifestants lors du sommet de l'APEC en 1997. En 2009, il émet un jugement minoritaire en faveur du gouvernement qui s'opposait au retour au Canada d'Omar Khadr. En 2001, il juge que Léon Mugesera n'est pas coupable d'incitation au génocide rwandais et peut rester au Canada, décision qui va à l'encontre de plusieurs jugements, tant au Canada qu'au plan international, et qui sera finalement renversée par la Cour supérieure du Québec en 2012. D'autres critiques font valoir que Nadon est devenu juge surnuméraire à l'âge de 62 ans, ce qui signifie qu'il ne travaillait plus qu'à temps partiel et laisse craindre qu'il ne puisse remplir la tâche extrêmement lourde qui l'attend. De plus, il n'aurait pas été suffisamment qualifié pour siéger à la plus haute cour du pays, n'ayant rien dans sa carrière qui le distingue de la moyenne.
Dès le 7 octobre, la légalité de cette nomination est contestée parce que Nadon, en tant que juge d'une cour fédérale, ne remplirait pas les conditions pour occuper un siège réservé à un avocat ou un juge québécois. À cela s'ajoute le fait que ce juge, censé représenter un des trois juges québécois de la Cour suprême garantis par la Constitution, réside en Ontario. 
Le 17 octobre, le gouvernement Marois annonce son intention de contester cette nomination parce que le juge Nadon a longtemps vécu hors du Québec, n'a jamais siégé à une cour québécoise et n'a pas pratiqué le droit au Québec depuis 20 ans. 
En réaction, le 22 octobre, le gouvernement conservateur demande à la Cour suprême de donner son opinion sur les critères d'admissibilité des magistrats. Le 21 mars 2014, la Cour suprême déclare que le juge Nadon ne pouvait être nommé comme juge québécois à la Cour suprême puisqu'il n'était ni juge, ni avocat québécois au moment de sa nomination.